# حي المزارع
حي المزارع هو أحد أحياء منطقة ماركا الشمالية في العاصمة الأ‌ردنية عمان، ويقع شرقي منطقة ماركا بالقرب من أوتستراد عمان -الزرقاء. ويعتبر أكبر أحياء المنطقة، إذ يبلغ تعداد سكانه حوالي 4 آلا‌ف نسمة تقريباً، غالبيتهم من اللاجئين الفلسطينين

## اصل التسمية
يعود الاسم الأصلي لحي المزارع هو حي العقايلة أو العقيل نسبة لعائلة العقيل المالكة للحي آنذاك إلا أنه
كان يكثر المزارع والشجر في المنطقة بشكل جيد مما جعل التسمية الي حي المزارع